# 救援

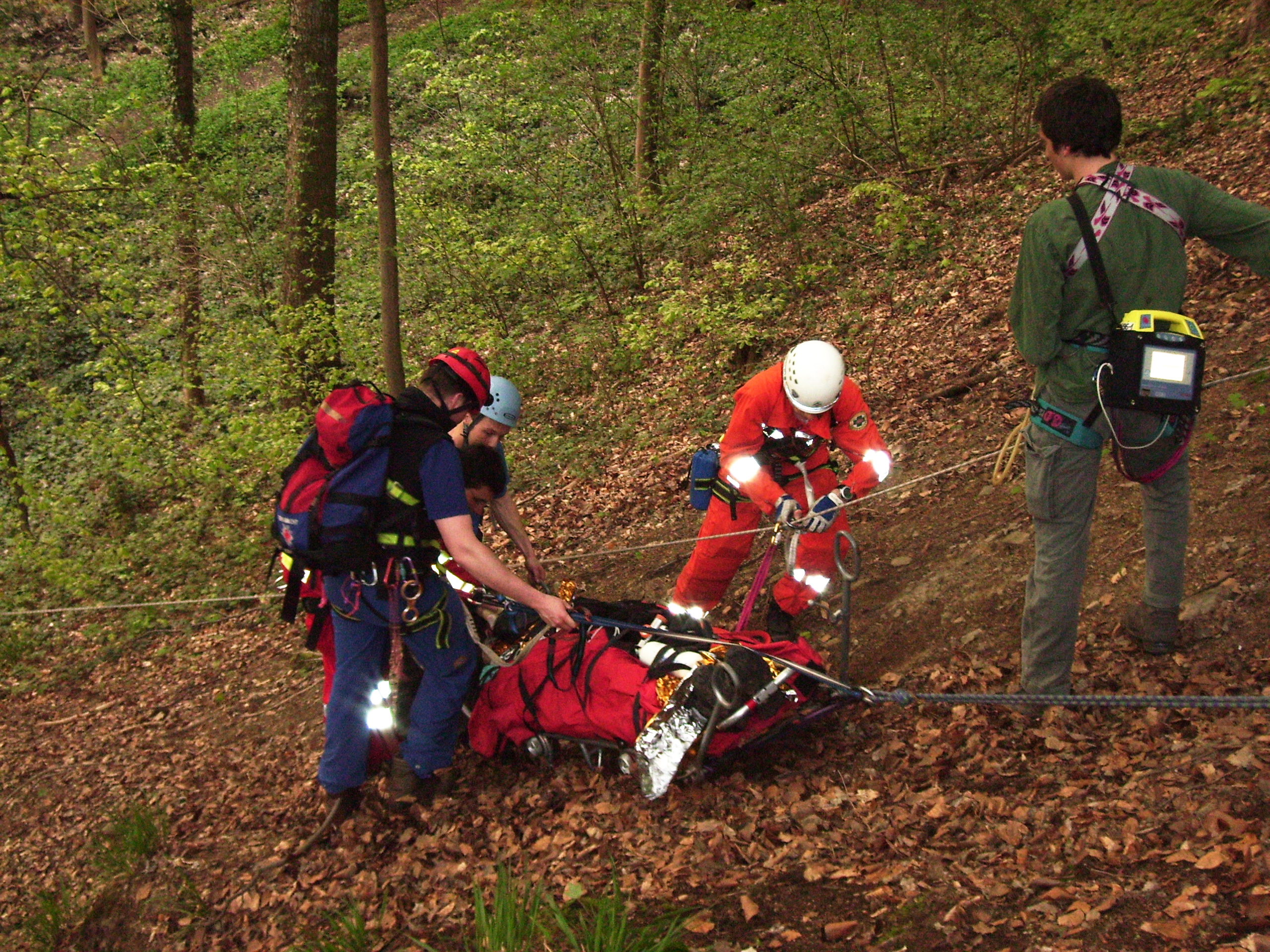
山地搜救员在救援行动中使用担架

救援通常是指涉及挽救生命，以及在紧急事故或危险情况下，施以治疗免除创伤的响应行动。救援使用的工具可能包括搜救犬、直升机、液压救援工具等器材，有时会由救援队操作专门的救援车辆提供支持。